# Monte San Calogero (Termini Imerese)
Monte San Calogero (Termini Imerese) este o arie protejată (arie specială de conservare — SAC, sit de importanță comunitară — SCI) din Italia întinsă pe o suprafață de 2.799 ha, integral pe uscat.

## Localizare
Centrul sitului Monte San Calogero (Termini Imerese) este situat la coordonatele 37°56′24″N 13°42′35″E / 37.94°N 13.709722°E.

## Înființare
Situl Monte San Calogero (Termini Imerese) a fost declarat sit de importanță comunitară în septembrie 1995 pentru a proteja 3 specii de plante și 43 de specii de animale. Situl a fost protejat și ca arie specială de conservare în decembrie 2015.

## Biodiversitate
Situată în ecoregiunea mediteraneană, aria protejată conține 12 habitate naturale: Pseudostepă cu ierburi și specii anuale de Thero-Brachypodietea, Păduri de Quercus suber, Galerii de Salix alba și de Populus alba, Pante stâncoase calcaroase cu vegetație casmofită, Grohotișuri termofile și vest-mediteraneene, Iazuri temporare mediteraneene, Păduri de Quercus ilex și Quercus rotundifolia, Fânețe de joasă altitudine (Alopecurus pratensis, Sanguisorba officinalis), Galerii și tufărișuri riverane sudice (Nerio-Tamaricetea și Securinegion tinctoriae), Păduri de Castanea sativa, Tufărișuri termo-mediteraneene și de pre-deșert, Păduri de stejar alb estice.
La baza desemnării sitului se află mai multe specii protejate:
- plante (3): Dianthus rupicola, Leontodon siculus, Stipa austroitalica
- păsări (41): Alectoris graeca whitakeri, fâsă-de-câmp (Anthus campestris), fâsă de luncă (Anthus pratensis), acvilă de munte (Aquila chrysaetos), Aquila fasciata, ciuf-de-pădure (Asio otus), ciocârlie-cu-degete-scurte (Calandrella brachydactyla), caprimulg (Caprimulgus europaeus), erete cenușiu (Circus pygargus), Columba junoniae, dumbrăveancă (Coracias garrulus), Falco biarmicus, șoim de iarnă (Falco columbarius), șoim călător (Falco peregrinus), vânturel de seară (Falco vespertinus), muscar negru (Ficedula hypoleuca), capîntortură (Jynx torquilla), sfrâncioc cu cap roșu (Lanius senator), ciocârlie de pădure (Lullula arborea), privighetoare (Luscinia megarhynchos), prigoare (Merops apiaster), gaia neagră (Milvus migrans), muscar sur (Muscicapa striata), vultur egiptean (Neophron percnopterus), pietrar mediteranean (Oenanthe hispanica), pietrar sur (Oenanthe oenanthe), grangur (Oriolus oriolus), ciuf-pitic (Otus scops), viespar (Pernis apivorus), pitulice de munte (Phylloscopus collybita), pitulice sfârâitoare (Phylloscopus sibilatrix), brumăriță de pădure (Prunella modularis), mărăcinar (Saxicola rubetra), sitar de pădure (Scolopax rusticola), silvie cu cap negru (Sylvia atricapilla), silvie de zăvoi (Sylvia borin), silvie roșcată (Sylvia cantillans), Sylvia conspicillata, Tachymarptis melba, mierlă gulerată (Turdus torquatus), pupăză (Upupa epops)
- reptile (2): Emys trinacris, țestoasă bănățeană (Testudo hermanni)

Pe lângă speciile protejate, pe teritoriul sitului au mai fost identificate 77 de specii de plante, 11 specii de păsări, 1 specie de amfibieni, 7 specii de mamifere, 7 specii de reptile.